# Lithospermum chiapense
Lithospermum chiapense är en strävbladig växtart som beskrevs av J.I.Cohen. Lithospermum chiapense ingår i släktet stenfrön, och familjen strävbladiga växter. Inga underarter finns listade i Catalogue of Life.